# ماثيو كينت
ماثيو كينت (بالإنجليزية: Matthew Kent)‏ هو لاعب كرة قاعدة أسترالي، ولد في 2 يوليو 1980.

## وصلات خارجية
- ماثيو كينت على موقعبيزبول رفرنس.كوم (الدوري الثانوي) (الإنجليزية)
- ماثيو كينت على موقع مشجعي الرسوم البيانية (الإنجليزية)